# Bortolo Benedini
Bortolo Benedini (Brescia, 25 marzo 1846 – Virle Treponti, 22 febbraio 1904) è stato un avvocato e politico italiano, deputato alla Camera dal 1887 al 1892 e dal 1895 al 1897. È stato anche presidente della Deputazione provinciale di Brescia dal 1903 fino alla morte.

## Biografia
Nel 1866, in occasione della terza guerra d'indipendenza, si arruolò nell'esercito italiano. Tre anni dopo si laureò in Giurisprudenza ed entrò nella Camera di Commercio dove presto ricoprì l'incarico di segretario. In questo ruolo stese alcune relazioni sul Codice di commercio e sulla presenza delle attività commerciali bresciane nelle esposizioni di Parigi (1878) e di Anversa (1886). Nel 1876 entrò nel consiglio provinciale in rappresentanza del mandamento di Rovato.
Alle politiche del 1882 fu presentato dai liberal moderati nel listino del collegio plurinominale di Brescia: arrivato quinto con 1864 preferenze partecipò al ballottaggio, ma perse contro il repubblicano Onorato Comini che per l'occasione fu sostenuto dai voti dei liberali progressisti legati a Giuseppe Zanardelli.
L'anno dopo, con Alessandro Mantice e Francesco Berardi, contribuì a fondare il Credito Agrario Bresciano. Nel 1884 partecipò alle elezioni suppletive del collegio plurinominale di Verolanuova necessarie a sostituire il defunto Teodoro Buffoli, ma venne sconfitto dal candidato liberal progressista Pavoni.
Nel 1887, dopo la morte di Antonio Barbieri, fu eletto alla presidenza della Banca Popolare di Brescia.
In occasione di nuove elezioni suppletive, svoltesi il 3 e il 10 luglio 1887 a causa della cessazione di Oreste Baratieri dalla carica di deputato per sorteggio, riuscì a essere eletto deputato per la XVI legislatura. In questa occasione sconfisse al ballottaggio il favorito dei liberali progressisti, nonché direttore del quotidiano zanardelliano «La Provincia di Brescia», Vitaliano Gennaro.
Alle elezioni del 1890, in qualità di deputato uscente, il Benedini, assieme a Pompeo Molmenti, fu inserito nel listino che i liberali moderati bresciani presentarono nel collegio plurinominale di Brescia. Fu eletto al primo turno: con 5732 voti giunse al quarto posto sui cinque disponibili. L'anno dopo si dimise dalla presidenza della Banca Popolare.
Con il ritorno dei collegi uninominali, alle politiche del 1892 si candidò nel collegio di Lonato, ma venne sconfitto al primo turno dal candidato liberal progressista Giovanni Antonio Poli. Alle elezioni seguenti sfidò nuovamente Poli nello stesso collegio, riuscendo stavolta a essere eletto. Nel corso della XIX legislatura si attivò per evitare la chiusura della fabbrica d'armi nazionale di Brescia. In occasione delle politiche del 1897 perse al ballottaggio contro il liberal progressista Luigi Carpaneda.
Nel consiglio provinciale fu uno degli esponenti di punta dell'alleanza clerico-moderata. Il 12 agosto 1901 fu eletto presidente del consiglio in sostituzione del defunto Ludovico Bettoni Cazzago; l'anno dopo fu sostituito da Zanardelli, ma il consiglio assegnò a Benedini la vicepresidenza del consesso. Nonostante fosse malato da tempo, il 10 agosto 1903 fu eletto presidente della Deputazione e mantenne l'incarico fino alla morte, avvenuta a Virle Treponti il 22 febbraio seguente. Poche settimane dopo, il suo nome venne coinvolto in uno scandalo per la sottrazione di fondi dalla cassa della Camera di Commercio.
Si interessò ai problemi agrari della pianura bresciana e scrisse un'analisi dell'Inchiesta Iacini pubblicata come "Terra e Agricoltori nel circondario di Brescia". Fu insegnante al collegio Peroni e all'Istituto tecnico commerciale che ne derivò.

## Opere
- "Relazione sui titoli I - VII - XI e sul capo I del titolo XI del progetto preliminare di codice di Commercio", Brescia, Istituto Pavoni, 1875
- "Il ministero d' agricoltura, industria e commercio nel regno d' Italia", Brescia, Istituto Pavoni, 1878
- "Rapporto sugli espositori bresciani a Parigi" in "Commentari dell'Ateneo di Brescia per l'anno 1879", Brescia, Ateneo di Brescia, 1879
- "I prodotti italiani alla esposizione universale di Parigi del 1878", Brescia, Istituto Pavoni, 1880
- "La proprietà fondiaria nel circondario di Brescia" in "Commentari dell'Ateneo di Brescia per l'anno 1880", Brescia, Ateneo di Brescia, 1880
- "Le piccole industrie adatte a' contadini nelle intermittenze de' lavori campestri", Brescia, Apollonio, 1880
- "De' contratti agrari e della condizione dei lavoratori del suolo nel circondario di Brescia" in "Commentari dell'Ateneo di Brescia per l'anno 1881", Brescia, Ateneo di Brescia, 1881
- "Terra e agricoltori nel circondario di Brescia", Brescia, Apollonio, 1881
- "Industrie e commerci" in "Brixia 1882. Per l'inaugurazione del monumento ad Arnaldo", Brescia, Apollonio, 1882
- "Sulle industrie e sui commerci bresciani" in "Commentari dell'Ateneo di Brescia per l'anno 1882", Brescia, Ateneo di Brescia, 1882
- "Il risparmio nella provincia di Brescia" in "Commentari dell'Ateneo di Brescia per l'anno 1883", Brescia, Ateneo di Brescia, 1883
- "Relazione sull'Esposizione Universale di Anversa", Brescia, Istituto Pavoni, 1886.
- "Discorso commemorativo" in "A ricordo dell'inaugurazione del monumento ad Umberto I in Virle Treponti", Brescia, Tipografia La Provincia, 1901